# Berichte der Deutschen Botanischen Gesellschaft
Berichte der Deutschen Botanischen Gesellschaft (abreviado Ber. Deutsch. Bot. Ges.) es una revista con ilustraciones y descripciones botánicas que es editada desde el año 1883 hasta 1987. Fue reemplazada por Botanica Acta.